# Boticas e Granja
Boticas e Granja ist eine portugiesische Gemeinde (Freguesia) im Kreis (Concelho) Boticas im Norden Portugals.

## Geschichte
Die Gemeinde entstand im Zuge der Gebietsreform vom 29. September 2013 durch die Zusammenlegung der ehemaligen Gemeinden Boticas und Granja. Boticas wurde Sitz der neuen Verwaltung.

## Demographie
| Freguesia | Freguesia        | Freguesia | Freguesia       | ehemalige Freguesias | ehemalige Freguesias | ehemalige Freguesias | ehemalige Freguesias |
| --------- | ---------------- | --------- | --------------- | -------------------- | -------------------- | -------------------- | -------------------- |
| Wappen    | Freguesia        | Einwohner | Fläche in (km²) | Wappen               | Freguesia            | Einwohner            | Fläche in (km²)      |
|           | Boticas e Granja | 1540      | 22,67           |                      | Boticas              | 1283                 | 13,92                |
|           | Boticas e Granja | 1540      | 22,67           | Granja               | 230                  | 8,74                 |                      |